# Is the Order a Rabbit?
Is the Order a Rabbit? (ご注文はうさぎですか??, Gochūmon wa usagi desu ka?), spesso abbreviato in GochiUsa (ごちうさ?), è una serie manga yonkoma scritta e disegnata da Koi, serializzata sulla rivista per manga seinen Manga Time Kirara Max, edita da Hōbunsha, a partire da marzo 2011. Una serie televisiva anime ispirata al fumetto e prodotta dallo studio White Fox è stata trasmessa da aprile e giugno 2014 e rinnovata in seguito per una seconda stagione trasmessa tra ottobre e dicembre 2015, co-prodotta insieme allo studio Kinema Citrus. Un film per la televisione prodotto da Production doA è stato distribuito nel novembre 2017, mentre un episodio OVA è stato pubblicato il 26 settembre 2019. La serie televisiva è stata rinnovata per una terza stagione, la cui trasmissione è avvenuta nel 2020.

## Trama
Cocoa, una ragazza delle superiori, si trasferisce in un paese lontano da casa per frequentare lì la scuola; per poterlo fare, viene ospitata da una famiglia del luogo, che gestisce un locale chiamato Rabbit house. Cocoa si ambienta facilmente, e dà una mano al cafè, che di sera diviene un bar gestito dall'uomo che la ospita, padre di una ragazza più piccola di Cocoa di nome Chino, che va alle scuole medie e ha due amiche strette, Maya e Megumi. Cocoa considera Chino come sua sorella minore, essendo anche molto affettuosa; ha una sorella più grande e un fratello. Presto, Cocoa e Chino, che è di carattere molto più timida e riservata di Cocoa, e che ha perso la madre quando era più piccola, faranno amicizia con le altre protagoniste, Rize, Chiya e Sharo. Tutte e tre lavorano in un cafè: Rize, la più grande del gruppo, è impiegata part-time al Rabbit House, Sharo lavora al Fleur de Lapin e Chiya, che stringe il legame più stretto rispetto alle altre con Cocoa perché molto simili, al Ama Usa An. Tutte e 5 le protagoniste hanno storie e caratteri diversi, e diventano buone amiche, vivendo anche pian piano varie avventure e condividendo momenti di vita quotidiana. Sharo e Chiya abitano l'una a fianco all'altra, infatti sono amiche fin dall'infanzia. Rize è figlia di un militare, amico del padre di Chino. Cocoa è abile nel cucinare prodotti come pane e dolci, siccome la famiglia ha un negozio specializzato in questo, e la sorella generalmente primeggia in tutto, ma ha un ottimo rapporto con Cocoa, che aveva visitato il paese, che ha una forte presenza di conigli, di cui ne sono presenti uno sia al Rabbit House (Tippy) che al Ama Usa An (Anko), dove fungono anche da mascotte, da piccola durante una vacanza.

## Media

### Manga
| Nº | Data di prima pubblicazione | Data di prima pubblicazione | Data di prima pubblicazione |
| Nº | Giapponese                  | Giapponese                  |                             |
| -- | --------------------------- | --------------------------- | --------------------------- |
| 1  | 27 febbraio 2012            | ISBN 978-4-8322-4119-0      |                             |
| 2  | 27 febbraio 2013            | ISBN 978-4-8322-4269-2      |                             |
| 3  | 27 marzo 2014               | ISBN 978-4-8322-4420-7      |                             |
| 4  | 26 settembre 2015           | ISBN 978-4-8322-4617-1      |                             |
| 5  | 27 agosto 2016              | ISBN 978-4-8322-4734-5      |                             |
| 6  | 9 novembre 2017             | ISBN 978-4-8322-4894-6      |                             |
| 7  | 7 novembre 2018             | ISBN 978-4-8322-4990-5      |                             |
| 8  | 27 settembre 2019           | ISBN 978-4-8322-7119-7      |                             |
| 9  | 25 dicembre 2020            | ISBN 978-4-8322-7237-8      |                             |

### Anime

#### Prima stagione
| Nº | Giapponese 「Kanji」 - Rōmaji | In onda        | In onda |
| Nº | Giapponese 「Kanji」 - Rōmaji | Giapponese     |         |
| 1  | 「ひと目で、尋常でないもふもふだと見抜いたよ」 - Hitome de, jinjō de nai mofumofu da to minuita yo                                                                    | 10 aprile 2014 |         |
| 2  | 「小麦を愛した少女と小豆に愛された少女」 - Komugi o aishita shōjo to zzuki ni aisareta shōjo                                                                          | 17 aprile 2014 |         |
| 3  | 「初めて酔った日の事憶えてる? 自分の家でキャンプファイヤーしようとしたわよね」 - Hajimete yotta hi no koto oboeteru? Jibun no ie de Kyanpufaiyā shiyō to shita wayone | 24 aprile 2014 |         |
| 4  | 「ラッキーアイテムは野菜と罪と罰」 - Rakkī Aitemu wa yasai to tsumi to batsu                                                                                          | 1º maggio 2014 |         |
| 5  | 「ココアと悪意なき殺意」 - Kokoa to akuinaki satsui | 8 maggio 2014  |         |
| 6  | 「お話をするお話」 - Ohanashi o suru ohanashi | 15 maggio 2014 |         |
| 7  | 「Call Me Sister」 | 22 maggio 2014 |         |
| 8  | 「プールに濡れて 雨に濡れて涙に濡れて」 - Pūru ni nurete, ame ni nurete, namida ni nurete                                                                             | 29 maggio 2014 |         |
| 9  | 「青山 スランプマウンテン」 - Aoyama Suranpu Maunten | 5 giugno 2014  |         |
| 10 | 「対お姉ちゃん用決戦部隊、通称チマメ隊」 - Tai onee-chan-yō kessen butai, tsūshō chimame-tai                                                                          | 12 giugno 2014 |         |
| 11 | 「少女は赤い外套を纏いウサギを駆りて聖夜の空を行く」 - Shōjo wa akai gaitō o matoi usagi o karite seiya no sora o iku                                                 | 19 giugno 2014 |         |
| 12 | 「君のためなら寝坊する」 - Kimi no tame nara nebō suru | 26 giugno 2014 |         |

#### Seconda stagione
| Nº Ja | Nº It | Giapponese 「Kanji」 - Rōmaji                                                                                            | In onda           | In onda |
| Nº Ja | Nº It | Giapponese 「Kanji」 - Rōmaji                                                                                            | Giapponese        |         |
| 1     | 13    | 「笑顔とフラッシュがやかましい これが私の自称姉です」 - Egao to Furasshu ga yakamashī, kore ga watashi no jishō ane desu | 10 ottobre 2015   |         |
| 2     | 14    | 「灰色兎と灰かぶり姫」 - Hai-iro usagi to haikaburi-hime                                                                 | 17 ottobre 2015   |         |
| 3     | 15    | 「回転舞踏伝説アヒル隊」 - Kaiten butō densetsu ahiru-tai                                                                | 24 ottobre 2015   |         |
| 4     | 16    | 「ココア先輩の優雅なお茶会チュートリアル」 - Kokoa-senpai no yūga na osakai chūtoriaru                                   | 31 ottobre 2015   |         |
| 5     | 17    | 「ひと口で普通のもちもちだと見抜いたよ」 - Hitokuchi de futsū no mochimochi da to minuita yo                             | 7 novembre 2015   |         |
| 6     | 18    | 「木組みの街攻略完了」 - Kigumi no machi Misshon Konpurīto                                                               | 14 novembre 2015  |         |
| 7     | 19    | 「甘えん坊なあの子はシャボン玉のように儚く消える」 - Amaenbō na ano ko wa shabondama no yō ni hakanaku kieru             | 21 novembre 2015  |         |
| 8     | 20    | 「スニーキングストーキングストーカーストーリー」 - Sunīkingu Sutōkingu Sutōkā Sutōrī                                     | 28 novembre 2015  |         |
| 9     | 21    | 「毛玉は特攻し無慈悲なボタンは放たれる」 - Kedama wa tokkōshi mujihi na botan wa hanatareru                              | 5 dicembre 2015   |         |
| 10    | 22    | 「Eを探す日常」 - Ī o sagasu nichijō                                                                                     | 12 dicembre 2015  |         |
| 11    | 23    | 「スターダスト・マイムマイム」 - Sutādasuto Maimu Maimu                                                                  | 19 dicembre 2015  |         |
| 12    | 24    | 「宝物は君の決定的瞬間」 - Takaramono wa kimi no ketteiteki shunkan                                                      | 26 dicembre 2015  |         |
| OAV 1 | 25    | 「Dear My Sister」 | 11 novembre 2017  |         |
| OAV 2 | 26    | 「Sing For You」 | 26 settembre 2019 |         |

#### Terza stagione
| Nº Ja | Nº It | Giapponese 「Kanji」 - Rōmaji                                                                                  | In onda          | In onda |
| Nº Ja | Nº It | Giapponese 「Kanji」 - Rōmaji                                                                                  | Giapponese       |         |
| 1     | 27    | 「にっこりカフェの魔法使い」 - Nikkori Kafe no mahōtsukai                                                      | 10 ottobre 2020  |         |
| 2     | 28    | 「幼馴染ハート強奪事件」 - Sekai no subete wa watashi no keiken-chi                                            | 17 ottobre 2020  |         |
| 3     | 29    | 「世界のすべては私の経験値」 - Sekai no subete wa watashi no keiken-chi                                        | 24 ottobre 2020  |         |
| 4     | 30    | 「あったかもしれない日常」 - Atta kamo shirenai nichijō                                                        | 31 ottobre 2020  |         |
| 5     | 31    | 「彼女は熱き旋風 彼女は気ままなそよ風」 - Kanojo wa atsuki senpū, kanojo wa kimamana soyokaze                  | 7 novembre 2020  |         |
| 6     | 32    | 「うさぎの団体さんも大歓迎です」 - Usagi no dantai-san mo dai-kangei desu                                      | 14 novembre 2020 |         |
| 7     | 33    | 「今夜は幽霊とだって踊り明かせる Halloween Night！」 - Kon'ya wa yūrei to datte odori akaseru Halloween Night! | 21 novembre 2020 |         |
| 8     | 34    | 「スタンプ スリープ スタディ スマイル」 - Sutanpu Surīpu Sutadi Sumairu                                        | 28 novembre 2020 |         |
| 9     | 35    | 「やきもち風味のカモミール」 - Yakimochi fūmi no Kamomīru                                                      | 5 dicembre 2020  |         |
| 10    | 36    | 「ハートがいっぱいの救援要請」 - Hāto ga ippai no kyūen yōsei                                                  | 12 dicembre 2020 |         |
| 11    | 37    | 「にっこりカフェと七色の魔法使い」 - Nikkori Kafe to nanairo no mahōtsukai                                     | 19 dicembre 2020 |         |
| 12    | 38    | 「その一歩は君を見ているから踏み出せる」 - Sono ippo wa kimi o mite irukara fumidaseru                         | 26 dicembre 2020 |         |

## Accoglienza
Nel marzo 2018 si è tenuto un sondaggio sul sito Goo Ranking riguardante i personaggi maid più amati dai giapponesi e Syaro Kirima, Rize Tedeza e Chino sono arrivate rispettivamente al diciottesimo, diciassettesimo e ottavo posto con 45, 51 e 98 voti.